# Diaea dorsata
Diaea dorsata — вид павуків родини Павуки-краби (Thomisidae).

## Поширення
Вид колонізував більшу частину Палеарктики від Великої Британії і  Португалії на заході до  Східного Сибіру і Японії на сході. З півночі на південь ареал простягається від Скандинавії до Болгарії і далі на схід до Ірану. Ареал охоплює зони помірного та середземноморського клімату. Зустрічається майже по всій Європі, крім Ірландії, Ісландії та Греції.

## Опис
Великогомілковий відросток з U-подібною канавкою між 2 суглобами. Зазначена  частина великогомілкового апофіза з прямокутним уступом. Емболус з прямим кінцем. Епігін (генітальна структура у самиць) з поперечною овальною напівкруглою кишенею. Головогруди зеленого забарвлення, жовтіють в спирті. Самці мають темну область в районі очей. Ноги зелені. Опістосома (черевце у павукоподібних) кремово-жовта з темно-коричневими краями. Довжина тіла самців : 3-4 мм, довжина тіла самиць: 5-7,3 мм.

## Спосіб життя
Цей вид асоціюється з лісом. Зустрічається переважно у вічнозелених і хвойних лісах. Полює на листках  чагарників і дерев, таких як дуб, бук, тис і серед хвойних дерев. Він також може бути знайдений в листовій підстилці та на узліссі серед трави. Самиці охороняють яйця у гнізді, яке покрите товстим шаром шовку і розміщується у частково зігнутому листі.